# キングオブワンズ
キングオブワンズ（KING OF WANDS）はクリエイティブ・フューチャー・コンテンツが製作したオンラインカードゲームで、GaiaXに営業譲渡後、2004年からなつゲー上で運営がスタートした。
一部の熱狂的ファンに支えられていたが、2007年3月30日、なつゲーの運営終了に伴いサービスを終了。2007年、オンラインカードゲームのアルテイルを運営するデックスエンタテインメントが運営権を獲得し、2008年春から装い新たにサービスが開始される予定となっていたが、2008年4月30日をもってサービスをすべて終了すると発表した。2008年12月17日、株式会社LiveWareが運営するオンライン☆ちゃんねる内でiアプリ（NTTドコモ）として配信された。EZアプリ (au) 版は3月5日に配信。

## 概要
- FLASHをベースとしているので、ダウンロードやインストールは不要。
- 1対1で戦う対戦型のオンラインカードゲームがベースだが、チェスのような盤面を要素に加えたことで、戦略性の高いゲームになっている。
- 月額基本料金は無料だが、アイテム課金が予定されている。
- ゲームデザインは、「バロック」「ぷよぷよ」「トレジャーハンターG」「魔導物語」等を監督/脚本/企画した米光一成。
- 音楽は、「ウィザードリィ・外伝　～五つの試練～」「ファンタジーアース ゼロ」「るろうに剣心 -明治剣客浪漫譚- 炎上!京都輪廻」など数多くのゲームミュージックを手掛ける小谷野謙一。
- 新たに、メインイラストレーターにぽぽるちゃを迎える。
- 不定期に現れるGMを倒すことで、限定カードを入手することができる。　ただしある事をしないと、勝利してもカードをもらうことはできない。

## 世界設定
- 魔法専門学校「マルクト魔法学園」の一生徒となり、モンスターを召喚し学園の校長の座を得るため他の生徒と対戦を行う。

## カードの種類
キングオブワンズ公式サイト　カードリストにて表記。